# Hu Pei-wen
Hu Pei-wen, född 8 oktober 1950, är en taiwanesisk bågskytt. Han deltog vid olympiska sommarspelen 1988.